# Barringtonia belagaensis
Barringtonia belagaensis är en tvåhjärtbladig växtart som beskrevs av Pranom Chantaranothai. Barringtonia belagaensis ingår i släktet Barringtonia och familjen Lecythidaceae. Inga underarter finns listade i Catalogue of Life.